# Joan Guitart i Agell
Joan Guitart i Agell (Tàrrega, 14 de gener de 1937) és un químic i polític català.

## Activitat empresarial
Es llicencià en ciències químiques per la Universitat de Barcelona, va fer cursos de formació empresarial a ESADE i es diplomà en estudis de mercat per la Universitat de Roma La Sapienza. Entre 1955 i 1977 ha ocupat diversos càrrecs tècnics i directius en empreses químiques i editorials, d'àmbit multinacional al Brasil i Barcelona, entre elles l'Editorial Labor SA (1967-1976) i l'Editorial DOPESA (1977). És soci d'Òmnium Cultural.
Des del 1988 és president de la Fundació Narcís Monturiol.

## Activitat política
Afiliat a CDC, fou diputat al Parlament de Catalunya en les legislatures 1984-88, 1988-92 i 1992-96. Fou Secretari general tècnic del Departament d'Ensenyament i
Cultura de la Generalitat de 1978 a 1980 i Conseller d'Ensenyament de la Generalitat de Catalunya del 1980 al 1988 i Conseller de Cultura de la Generalitat de Catalunya del 1988 al 1996.
Entre altres càrrecs, ha estat president del Consell Social de la Universitat Pompeu Fabra del 1997 al 2004, president del Patronat del Museu Nacional d'Art de Catalunya del 1996 al 2004, i vicepresident de la Fundació Mútua General de Catalunya.